# Partit Nacional del Balutxistan
El Partit Nacional del Balutxistan (BNP) és un partit polític del Balutxistan Oriental que reclama una major autonomia a través de la lluita pacífica i democràtica. L'objectiu principal del Partit Nacional del Balutxistan és que les províncies tinguin el control dels seus recursos. Segons la Constitució del Pakistan de 1973, el govern federal té amplis poders, tot i que la XVIII esmena de la Constitució del Pakistan va comportar alguns canvis.

## Història
El 1972, el Partit Nacional Awami (NAP) va formar el primer govern electe al Balutxistan Oriental després de guanyar les eleccions i Ataullah Mengal va convertir-se en el primer ministre. Nou mesos després de la formació del govern, aquest va ser enderrocat per Zulfiqar Ali Bhutto amb el pretext que el nou govern d'Ataullah Mengal volia desintegrar el Pakistan i alliberar Balutxistan. Mengal, Ghaus Bakhsh Bizenjo, Gul Khan Nasir, Khair Bakhsh Marri i els altres líders del NAP van ser arrestats i empresonats, fins que van ser alliberats quan el govern de Bhutto va ser derrocat per Muhammad Zia-ul-Haq, després de passar més de quatre anys en captivitat.
Més endavant, Bizenjo va formar el Partit Nacional del Pakistan (PNP) després que sorgissin diferències entre ell i Wali Khan amb motiu de la Revolució de Saur (Bizenjo va donar suport a la revolució mentre que Khan hi estava en contra). Nasir es va unir al PNP i es va convertir en el president de la seva ala al Balutxistan mentre Mengal es va exiliar a Londres.

### Govern del BNP
El BNP va guanyar les eleccions de 1997 i va poder formar un govern de coalició al Balutxistan amb el fill de Mengal, Akhtar Mengal com a ministre en cap, malgrat que aquest govern va durar poc, ja que van sorgir diferències entre el govern provincial del Balutxistan i el govern federal.  D'ençà de la destitució del seu primer govern, el BNP no ha participat en cap contesa electoral. L'any 2002, no hi va concórrer com a protesta pel cop militar del general Pervez Musharraf l'octubre de 1999, tot i que alguns membres del partit van participar en les eleccions de manera independent.
El 2006, Akbar Bugti va ser assassinat per l'exèrcit del Pakistan. Després de la mort de Bugti, els quatre representants elegits de manera independent van renunciar als seus escons als parlaments nacionals i provincials. El desembre de 2006, Akhtar Mengal va ser arrestat per haver ordenat als seus guàrdies de seguretat que apallissessin el personal dels serveis secrets. Mengal va sostenir que aquests funcionaris del servei secret havien intentat segrestar els seus fills quan tornaven de l'escola i, com a conseqüència, els guàrdies de seguretat els havien colpejat. Mengal va ser alliberat el 2008 després que el govern del Partit Popular del Pakistan arribés al poder i de passar gairebé un any i mig a la presó.
Després de la detenció d'Akhtar Mengal, la resta de dirigents del BNP també van ser empresonats principalment en casos relacionats amb l'ordre públic. El 2 de desembre, Sajid Tareen va ser arrestat, Habib Jalib Baloch, Mir Akhtar Hussain Langove i Akbar Mengal també van ser arrestats el mateix dia. Jahanzeb Jamaldini també va ser arrestat al desembre. El 3 de gener de 2007, el cap en funcions del BNP, Mir Noor-ud-din Mengal també va ser arrestat juntament amb altres activistes quan anaven a trobar-se amb els presos del BNP a Khuzdar. El 2010, el secretari general del Partit Nacional del Balutxistan, Habib Jalib, va ser assassinat a trets.